# Vasile Pârvan
Vasile Pârvan est né le 28 septembre 1882 à Perchiu dans les faubourgs d'Onești et mort le 26 juin 1927 à Bucarest, est un historien, archéologue, épigraphiste et académicien roumain.

## Biographie
Vasile Pârvan a étudié l'histoire à l'université de Bucarest avec le professeur Nicolae Iorga. Il s'est ensuite spécialisé en histoire ancienne en Allemagne, où il passera, en 1909, un doctorat, en allemand, sur le thème "Nationalité et commerce dans l'Empire romain". Il s'est particulièrement intéressé à l'archéologie, la préhistoire et à la civilisation gréco-romaine.
Il a participé à de nombreux sites archéologiques, dont le plus important est celui d'Histria, pour lequel il a publié de nombreuses études documentaires, rapports archéologiques et monographies.
Il entreprend des recherches archéologiques sur l'histoire de la Dacie à l'époque de l'Âge du fer et les inter-actions entre les Scythes et des Celtes dans le développement de la culture Géto-dace.
Vasile Pârvan a joué un rôle important dans la création de la Nouvelle école roumaine d'archéologie. Il a organisé en 1920 avec l'historien Nicolae Iorga l'Académie Roumaine à Rome, (en roumain : Școala română din Roma ; en italien : Accademia di Romania in Roma), une institution pour la spécialisation de jeunes archéologues et historiens. 
Il publia la revue archéologique "Dacia".
Il meurt d'une appendicite qu'il avait négligé en raison de sa passion pour ses recherches. Il n'avait que 45 ans. Il était membre de l'Académie roumaine.
L'institut d'archéologie de Bucarest porte son nom : Institut d'archéologie Vasile Parvan.

## Travaux
- 1909 : M. Aurelius Versus Caesar și L. Aurelius Commodus ;
- 1911 : Contribuții epigrafice la istoria creștinismului daco-roman ;
- 1912 : Cetatea Tropaeum ;
- 1923 : Memoriale, București, Cultura Națională ;
- 1923 : Începuturile vieții romane la gurile Dunării ;
- 1926 : Getica ;
- 1928 : Dacia. Civilizațiile antice din regiunile carpato-danubiene.